# Rungia rivicola
Rungia rivicola är en akantusväxtart som beskrevs av William Grant Craib. Rungia rivicola ingår i släktet Rungia och familjen akantusväxter. Inga underarter finns listade i Catalogue of Life.